# هینترراین
هینترراین یکی از دو شاخه ابتدایی رود راین است. این رود از کشور سوئیس می‌گذرد.